# Mesopteryx alata
Mesopteryx alata är en bönsyrseart som beskrevs av Henri Saussure 1870. Mesopteryx alata ingår i släktet Mesopteryx och familjen Mantidae. Inga underarter finns listade i Catalogue of Life.